# Корби
Ко́рби (англ. Corby) — промышленный город и административный район в английском графстве Нортгемптоншир.

## География
Расположен на севере графства Нортгемптоншир в тридцати километрах к северу от Нортгемптона. В качестве района граничит на востоке и юго-западе с районами Восточный Нортгемптоншир и Кеттеринг графства Нортгемптоншир, на северо-западе с районом Харборо графства Лестершир, на севере с унитарным графством Ратленд.
Корби находится в 72 милях (116 км) к северо-западу от Лондона, в 23 милях (37 км) к северо-востоку от Нортгемптона, в 28 милях (45 км) к юго-востоку от Лестера, в 51 миле (82 км) к востоку от Бирмингема и в 19 милях (31 км) к западу от Питерборо, его ближайшего города.

### Экология
В июле 2009 года городской совет Корби был признан виновным в том, что он небрежно подвергал беременных женщин воздействию токсичных отходов во время рекультивации бывшего сталелитейного завода британской сталелитейной корпорации, вызывая врождённые дефекты у их детей.
Судья вынес решение в пользу 16 из 18 заявителей, самому старшему из которых на момент вынесения решения было 22 года. Это решение было важным, поскольку оно было первым в мире, обнаружившим, что загрязнение воздуха может вызвать такие врождённые дефекты.

## Население
В окрестностях Корби были найдены артефакты эпохи мезолита и неолита, а в 1970 году были найдены человеческие останки, датируемые бронзовым веком.
Численность населения района составляет 53 174 жителей, в самом городе из них проживают 49 222 человек.

## История
Город вырос вокруг крупного металлургического комбината, располагаясь поблизости от месторождения железной руды. С 1950-х годов, был важным центром производства и экспорта стали. В 1978 году одним из первых результатов реформ Маргарет Тэтчер было закрытие металлургического производства в Корби.

## Экономика
Автодорога «A43» (Автомагистраль «M40»/Европейский маршрут «E05» — Нортгемптон — Корби — Стамфорд) пересекает Корби с юго-запада на северо-восток. Дорога «A427» (Маркет Харборо, Лестершир — Корби — Оундл, Нортгемптоншир) идет с запада на восток. Дорога «A6003» (Окем — Корби — Кеттеринг) с севера на юг.
Железнодорожная станция Корби находится на линии «Oakham to Kettering Line». Через станцию проходит маршрут компании «East Midlands Trains» (Мелтон Моубри, Лестершир — Окем — Корби — Сент-Панкрас, Лондон).

## Знаменитые жители
- Стивен Фрай, английский актёр
- Джек Люсьен, английский певец
- Джо Уили, диктор английской радиостанции BBC
- Фил Хоуп, английский политик

## Города-побратимы
- Шательро (фр. Châtellerault), Франция;
- Фельберт (нем. Velbert), Германия;
- Шицзячжуан (кит. упр. 石家庄, пиньинь Shíjiāzhuāng), Китай[4].